# Blepharipa albocincta
Blepharipa albocincta là một loài ruồi trong họ Tachinidae.